# Brisingenes margoae
Brisingenes margoae is een zeester uit de familie Brisingidae.
De wetenschappelijke naam van de soort werd in 2015 gepubliceerd door Christopher Mah. De soort werd vernoemd naar Margo Edwards van de University of Hawaii, die de aanwezigheid van diepzee-zeesterren in een onderwaterstortplaats voor chemische munitie bij Hawaï ontdekte, en de auteur uitnodigde om aan de bestudering ervan deel te nemen.